# Сарпіт Сінгх
Сарпіт Сінгх (англ. Sarpreet Singh, нар. 20 лютого 1999, Окленд) — новозеландський футболіст, півзахисник клубу «Веллінгтон Фенікс».

## Клубна кар'єра
Народився 20 лютого 1999 року в місті Окленд. Вихованець юнацьких команд футбольних клубів «Онехунга Спортс» та «Веллінгтон Фенікс». З 2015 року став виступати за резервну команду «Веллінгтон Фенікс» у чемпіонаті Нової Зеландії, а з 2017 року став виступати за першу команду «Веллінгтон Фенікс» у чемпіонаті Австралії.

## Виступи за збірні
У складі юнацької збірної Нової Зеландії до 17 років взяв участь у юнацькому чемпіонаті Океанії 2015 року в Самоа, ставши переможцем турніру, а також юнацькому чемпіонаті світу в Індії, де команда не вийшла з групи.
У 2016 році у складі молодіжної збірної Нової Зеландії Сінгх взяв участь в молодіжному чемпіонаті Океанії у Вануату. На турнірі він допоміг своїй команді здобути золоті медалі турніру. Згодом поїхав з командою на молодіжний чемпіонат світу 2019 року у Польщі, куди поїхав і Сарпіт. На «мундіалі» відзначився голом у грі проти Гондурасу (5:0).
24 березня 2018 року дебютував в офіційних матчах у складі національної збірної Нової Зеландії в товариській грі проти Канади (0:1).
| Дата      | Місто                  | Господарі | Результат | Гості         | Турнір           | Голи | Примітки |
| --------- | ---------------------- | --------- | --------- | ------------- | ---------------- | ---- | -------- |
| 24-3-2018 | Сан-Педро-дель-Пінатар | Канада    | 1 – 0     | Нова Зеландія | товариський матч | -    | 66'      |
| Усього    |                        | Матчів    | 1         |               | Голів            | 0    |          |

## Титули і досягнення
- Переможець Юнацького чемпіонату ОФК: 2015
- Переможець Молодіжного чемпіонату ОФК: 2016